# Ják

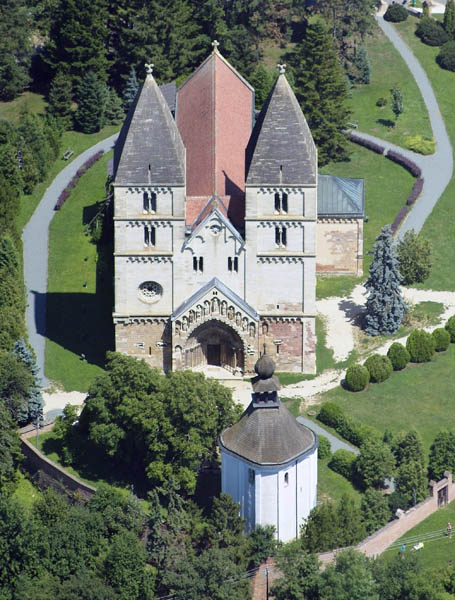
Romański kościół

Ják – wieś w komitacie Vas. Romański kościół parafialny, wcześniej klasztorny. W  2004 roku liczyła 2475 mieszkańców.